# Mistrzostwa Świata w Kolarstwie Przełajowym 1962
13. Mistrzostwa Świata w Kolarstwie Przełajowym 1962 odbyły się w luksemburskiej miejscowości Esch-sur-Alzette, 18 lutego 1962 roku. Rozegrano tylko wyścig mężczyzn w kategorii zawodowców.

## Medaliści
| Konkurencja:               | Złoto:       | Czas    | Srebro:          | Czas     | Brąz:           | Czas     |
| Klasyfikacja mężczyzn      |              |         |                  |          |                 |          |
| Zawodowcy (18 lutego 1962) | Renato Longo | 54:15 m | Maurice Gandolfo | + 2:31 m | André Dufraisse | + 2:48 m |

## Szczegóły
| Medal | Zawodnik               | Narodowość | Czas    |
| ----- | ---------------------- | ---------- | ------- |
|       | Renato Longo           | Włochy     | 54:15 m |
|       | Maurice Gandolfo       | Francja    | + 2:31  |
|       | André Dufraisse        | Francja    | + 2:48  |
| 4     | Roger De Clercq        | Belgia     | + 3:01  |
| 5     | Charly Gaul            | Luksemburg | + 3:49  |
| 6     | Pierre Kumps           | Belgia     | + 4:04  |
| 7     | André Foucher          | Francja    | + 4:05  |
| 8     | Michel Pelchat         | Francja    | + 4:26  |
| 9     | Santos Ruíz            | Hiszpania  | + 4:35  |
| 10    | Firmin Van Kerrebroeck | Belgia     | + 4:38  |

## Tabela medalowa
| Miejsce | Państwo |   |   |   |   |
| ------- | ------- | - | - | - | - |
| 1.      | Włochy  | 1 | 0 | 0 | 1 |
| 2.      | Francja | 0 | 1 | 1 | 2 |